# Чернецкий (хутор)
Чернецкий — хутор в Беловском районе Курской области. Входит в Долгобудский сельсовет.

## География
Хутор находится на реке Стриглоса, в 68 км к юго-западу Курска, в 14 км к северо-востоку от районного центра — Белая, в 4,5 км от центра сельсовета — села Долгие Буды.
Климат
Чернецкий, как и весь район, расположен в поясе умеренно континентального климата с тёплым летом и относительно тёплой зимой (Dfb в классификации Кёппена).

## Население
| 2002 | 2010 |
| ---- | ---- |
| 23   | ↘18  |

## Инфраструктура
Личное подсобное хозяйство. В хуторе 18 домов.

## Транспорт
Чернецкий находится на автодороге регионального значения 38К-028 (Обоянь — Суджа), в 5,5 км от автодороги межмуниципального значения 38Н-010 (Белая — Кривицкие Буды), в 18 км от ближайшей ж/д станции Псёл (линия Льгов I — Подкосылев).